# Szaszthi

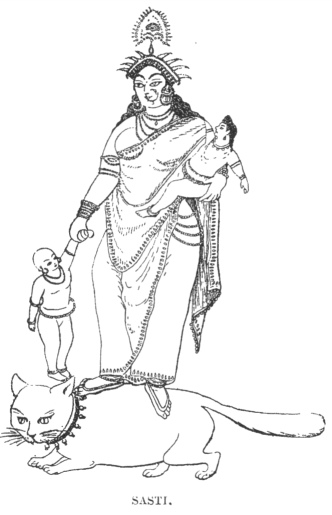
Szaszthi

Szaszthi (sanskryt षष्ठी, trl. ṣaṣṭhi, ang. Shashthi) – hinduistyczna bogini-matka sprawująca szczególną ochronę nad dziećmi. Bywa określana jako forma Umy - żony boga Śiwy. Patronuje szóstemu dniowi (stąd imię) po narodzinach dziecka. Jej święto obchodzi się 6 i 7 dnia miesiąca dźjesztha (maj/czerwiec).

## Ikonografia
Przedstawiana jest zazwyczaj jako kobieta z wieloma dziećmi, siedząca na kocie.
Postać Szaszthi najczęściej przedstawiana jest z głową kobiecą. Istnieją jednak formy ikonograficzne, gdzie bogini ta posiada głowę kota lub ptaka. Przedstawiano ją również jako kobietę sześciogłową.

## Formy kultowe
Poza najpopularniejszym imieniem tj. Szaszthi, bogini bywa nazywana i określana dalszymi formami.

### Inne imiona
- Skandamata
- Dźatamatry
- Bahuputrika ("mająca wiele dzieci")
- Ćhatimata (Bihar)

### Epitety
Określenia boskiej postaci bogini to również:
- Dźataharini
- Shanmukhi ("o sześciu twarzach")

## Symbolika

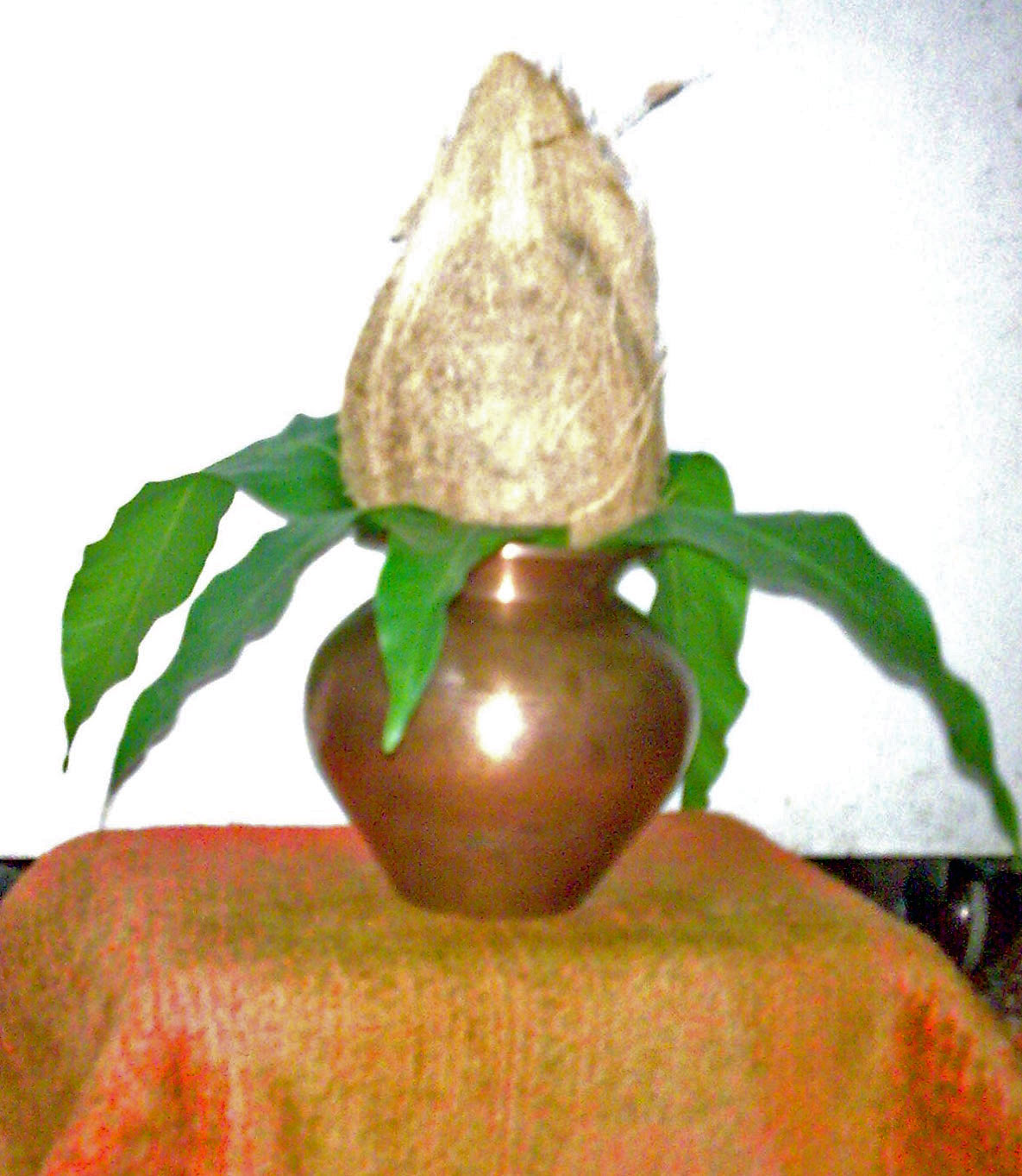
Purna ghata

Hinduistyczne symboliczne przedstawienia bogini to:
- śaligrama
- purna ghata (dzban z orzechem kokosu i liśćmi mango)

## Rodzina i postacie powiązane

### Rodzice
Tekst Padmapurana informuje, iż Szaszthi jest córką boga Indry. Natomiast Brahmwajwartapurana jako jej ojca wskazuje wedyjskiego boga stwórcę czyli Brahmę.

### Rodzeństwo
Pięcioma siostrami bogini mają być: Dźiwanti, Kuhu, Raka, Sinwali, Skanda.

### Postacie powiązane
Bogini Szaszthi bywa często łączona z hinduistycznym bogiem o imieniu Skanda.

## Kult

### Święta
Bogini Szaszthi bywa czczona w różnych miesiącach roku, zgodnie z tradycją danego regionu Indii, oraz w dedykowanych jej okresach po narodzeniu dziecka. Można więc wyliczyć:
- szósty dzień życia dziecka[1]
- szósty dzień każdego miesiąca księżycowego
- podczas ceremonii zaślubin (północne Indie)
- w miesiącu Dźjesztha
- w miesiącu Ćhajtra
- dwudziesty pierwszy dzień życia dziecka
- trzydziesty pierwszy dzień życia dziecka[4].

### Święte miejsca
W hinduizmie z Szaszthi powiązane jest drzewo banjan tj. figowiec bengalski. Umieszcza się pod nim okrągłe kamienie.